# Dominate
Dominate är det tredje studioalbumet från den franska symfoniska progmetal-gruppen Adagio, utgivet 27 mars 2006 av skivbolaget Sanctusignis (16 december 2005 av skivbolaget Avalon i Japan).

## Låtar på albumet
1. "Fire Forever" – 4:11
2. "Arcanas Tenebrae / Dominate" – 5:59
3. "Terror Jungle" – 5:15
4. "Children of the Dead Lake" – 6:04
5. "R'lyeh the Dead" – 8:25
6. "The Darkitecht" – 6:18
7. "Kissing the Crow" – 2:28
8. "Fame" (Irene Cara-cover) – 4:02

Bonusspår på USA-utgåvan/Japan-utgåvan
1. "Undying" – 4:34

## Medverkande
Musiker (Adagio-medlemmar)
- Stéphan Forté – gitarr
- Franck Hermanny – basgitarr
- Kévin Codfert – piano, keyboard
- Gus Monsanto – sång
- Eric Lebailly – trummor

Produktion
- Stéphan Forté – producent
- Kévin Codfert – producent, ljudtekniker
- Gus Monsanto – ljudtekniker, ljudmix
- Jürgen "Luski" Lusky – mastering
- Anthony De Souza – omslagskonst
- Harrag Bendameche – foto